# 코로나19 범유행이 대중교통에 끼친 영향

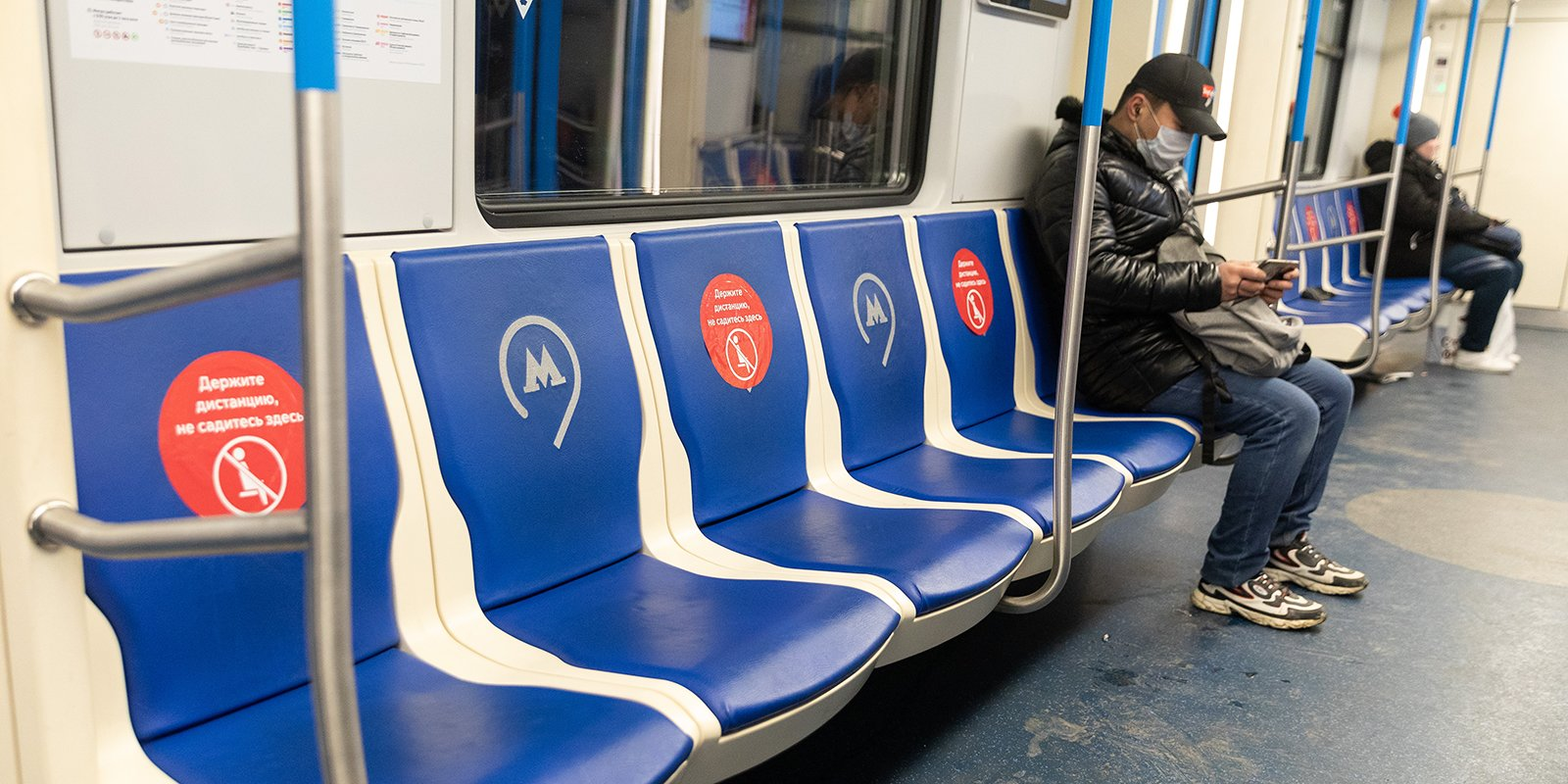
사회적 거리두기를 상기시키는 스티커가 좌석마다 붙여진 모스크바 지하철

코로나19 범유행은 전세계 대중교통 운영에도 적잖은 차질을 빚게 했다. 운영 뿐만 아니라 대중교통이 코로나19의 확산에 있어 원인을 제공하였다는 시각도 있으나, 대중교통 자체가 전염병의 실질적 매개수단인지는 입증된 것이 부족하다는 시각도 있다.

## 아시아

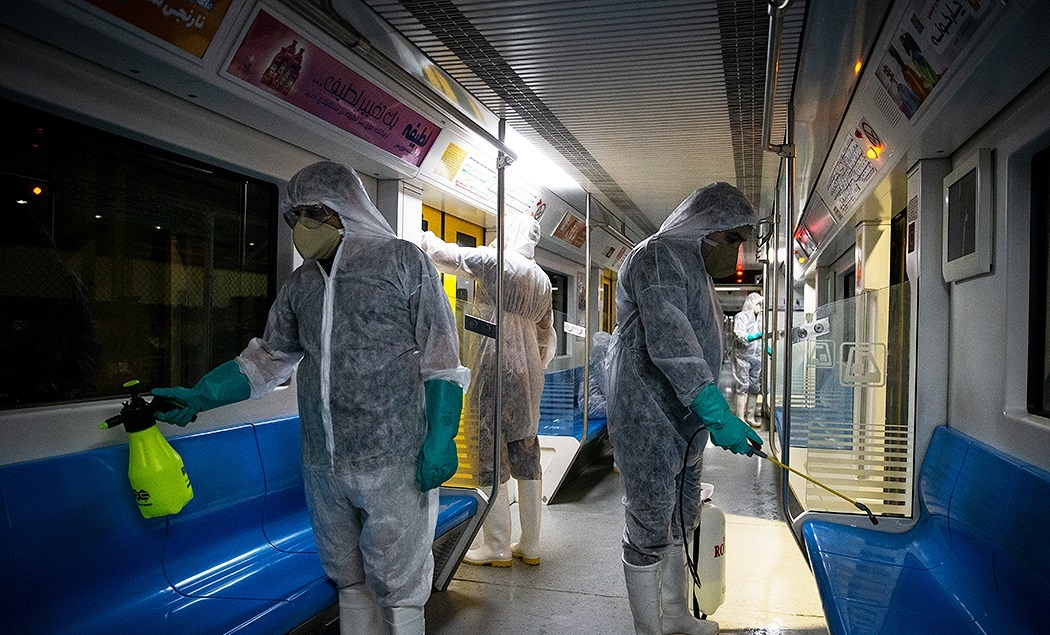
차내 소독을 실시하고 있는 테헤란 지하철

### 대한민국
대한민국에서는 주로 사회적 거리두기의 단계별 강화 시행에 따라 대중교통의 운행을 제한하는 경우가 많았으며, 그 외에 지자체 측에서 개별적으로 대중교통에 대한 방역조치를 시행하였다. 대중교통 운행의 전면 중단 조치는 아직까지 이뤄지지 않았다.
2020년 1월 28일, 서울시는 코로나19의 대응 경계 단계로 격상됨에 따라 지하철과 버스 등 대표 대중교통 시설 근무자를 위해 마스크와 손세정제를 처음 제공하였다. 5월 13일부터는 서울 지하철 이용시 마스크를 착용하지 않은 승객은 탑승을 거부하도록 하고, 역내 혼잡도가 170%를 넘는 등 전염 환경이 조성될 경우에는 안내요원이 열차 탑승을 통제, 적절한 판단 하에 무정차 통과토록 하는 조치가 새로 시행되었다.
2020년 11월 24일, 코로나19 확산세가 다시 급증함에 따라 서울시는 시민들의 빠른 귀가를 유도하기 위해 서울 시내버스의 야간운행 편수를 20% 감축하고, 지하철의 운행 편수도 단축하기로 하였다.

### 중화인민공화국
2020년 1월 23일, 코로나19 확산을 막기 위해 우한 지하철과 시내 대중교통은 물론 다른 도시로 향하는 철도와 항공운수 노선이 전면 폐쇄되었다. 다음날인 1월 24일에는 우한시 봉쇄 조치 선언이 이뤄지면서 베이징 지하철은 수도공항과 3개 중앙역, 55개 지하철역에서 이용객의 체온측정소 운영을 개시한다고 밝혔다. 사흘 뒤인 1월 27일에는 모든 지하철역으로 운영대상을 넓혔다. 이와 더불어 베이징 지하철 6호선의 일부 열차에서는 마스크를 착용하지 않은 승객을 가려내기 위한 스마트 감시카메라가 열차 내에 설치되기도 했다.
2020년 3월 28일, 우한 지하철의 1호선, 2호선, 3호선, 4호선, 6호선, 7호선의 여섯 노선이 두달간의 봉쇄를 벗어나 운행 재개에 들어갔다. 8호선, 11호선, 양뤄선은 여전히 운행중단 조치를 유지하였다. 4월 8일에는 8호선 1단계 구간이 운행을 재개하였으며, 8호선 3단계 구간과 11호선, 양뤄선은 운행중단을 유지하였다.

### 튀르키예
튀르키예에서는 2020년 3월 20일, 시민들의 귀가를 유도하기 위해 65세 이상 노인을 대상으로 제공되던 무임승차 혜택을 일시 중단하는 조치가 발리케시르, 코니아, 말라티아에서 시행되기 시작했다. 다음날에는 수도 앙카라와 안탈리아, 이즈미르에서도 비슷한 조치가 시행되었다. 3월 24일에는 각 도시에서 운행되는 시내 대중교통의 차량당 수용인원 규모를 50%로 제한하는 조치가 새로 내려졌다.

## 유럽

### 영국
영국에서도 버스, 항공기, 철도 운행을 단축하는 조치가 시행되었다. 영국 정부 차원의 코로나19 봉쇄조치 선언에 따라 수도 런던의 대중교통 운행량은 90% 감소하였다. 2020년 4월 20일 사디크 칸 런던 시장은 모든 버스노선 운행을 무임으로 전환하고, 승객은 버스 운전자의 감염 위험을 차단하기 위해 가운뎃문으로만 승차하도록 하는 조치를 내렸는데 이는 실제로 시내버스 운전자 중 코로나19 사망자가 20명이나 나온 것에 근거한 것이다. 이후 영국 교통부의 런던교통공사 조건부 구제조치에 따라 5월 23일부로 버스 운임이 정상화되었다. 6월 15일부터는 잉글랜드 내 모든 대중교통 이용시 얼굴을 마스크 등으로 가리도록 하는 의무 조치가 시행되었다.
코로나19 대유행에 따른 봉쇄조치가 시행된 가운데, 영국 정부는 어쩔 수 없이 집에서 벗어나 근무해야 하는 사람들을 위해 필수적인 용무가 아닌 이상 대중교통을 이용하지 말 것을 국민들에게 요청하여, 차내 사회적 거리두기를 유지하고 코로나19 전파를 막는 데 도움이 되도록 하였다. 이런 권고는 7월 17일 자택근무 의무화조치 해제를 비롯한 추가 봉쇄조치 완화에 앞서 다시 회수되었다.

## 같이 보기
- 코로나19 범유행
- 코로나19 범유행의 영향